# Международный анимационный фестиваль в Хиросиме
Международный анимационный фестиваль в Хиросиме (яп. 広島国際アニメーションフェスティバル) — международный анимационный фестиваль, который раз в два года проводится в городе Хиросима, в Японии.

## История
Фестиваль был основан в 1985 году Международной ассоциацией анимационного кино (ASIFA), как Международный анимационный фестиваль, посвященный миру во всем мире. Место проведения фестиваля было выбрано не случайно. По идее его основателей, город Хиросима, переживший атомную бомбардировку 6 августа 1945 года, является тем местом, где искусство должно вдохновлять человечество на мысли о единстве. Этот фестиваль занимает входит в число важных анимационных фестивалей, таких, как Международный фестиваль анимационных фильмов в Анси во Франции, Международный анимационный фестиваль в Оттаве, в Канаде и Всемирный фестиваль анимационных фильмов в Загребе, в Хорватии.
Первые два фестиваля были проведены в нечетные годы (1985 и 1987). С 1990 года фестиваль проводят каждый второй год в четные годы в августе и длится 5 дней. Одним из спонсоров фестиваля выступает город Хиросима. Проходит он в Асте Плаза рядом с Мемориальным парком мира в центре города.
Основателями фестиваля являются супруги Сайок и Рендзи Киносита, известные деятели в мире независимой анимации. Они основали японский отдел ASIFA.. С самого основания фестиваля Сайок Киносита была его президентом. Впоследствии она была избрана президентом ASIFA.
На первом фестивале в 1985 году, Гран-при получила лента «Старый фильм» аниматора Осаму Тэдзука, который на следующем фестивале стал одним из членов жюри. Так появилась традиция, по которой главные победители одного из фестивалей возглавляли жюри следующего фестиваля.

## Обладатели гран-при
- 2012 — Я видел, как мыши хоронили кота — Дмитрий Геллер (Россия)
- 2010 — Злой человек (Sinna mann) — Анита Килли (Норвегия)
- 2008 — «Сельский врач» Франца Кафки (Franz Kafka’s «A Country Doctor») — Кодзи Ямамура (Япония)
- 2006 — Молоко (Milch) — Игорь Ковалев (США)
- 2004 — Голова-гора (Mt.Head) — Кодзи Ямамура (Япония)[2]
- 2002 — Отец и дочь (Father and Daughter) — Михаэль Дудок Де Вит (Великобритания / Нидерланды)
- 2000 — Когда начинается день (When the Day Breaks) — Венди Тилби и Аманда Форбис (Канада)
- 1998 — Старая дама и голуби (La Vieille Dame et les Pigeons) — Сильвен Шоме (Канада)
- 1996 — Repete — Михаэла Павлатова (Чехия)
- 1994 — Могучая река (The Mighty River) — Фредерик Бек (Канада)
- 1992 — Человек из песка (The Sandman) — Пол Берри (Великобритания)
- 1990 — Корова — Александр Петров (СССР)
- 1987 — Человек, сажавший деревья (The Man Who Planted Trees) — Фредерик Бек (Канада)
- 1985 — Старый фильм (Broken Down Film) — Осаму Тэдзука (Япония)

## Премия Хиросимы
- 2008 — Дом из маленьких кубиков (La Maison en Petits Cubes) — Като Кунио (Япония)
- 2012 — Кали, маленький вампир (Kali, The Little Vampire) — Регина Пессоа (Португалия)

## Премия зрительских симпатий
- 2008 — Дом из маленьких кубиков (La Maison en Petits Cubes) — Като Кунио (Япония)